# Gare d’Austerlitz (stacja metra)
Gare d’Austerlitz – stacja 5. i końcowa 10. linii metra  w Paryżu. Znajduje się pomiędzy 5. a 13. dzielnicą Paryża.  Na linii 5 stacja została otwarta 2 czerwca 1906, a na linii 10–12 lipca 1939.